# KOSTRA
KOSTRA (en noruego: KOmmune-STat-RApportering, literalmente en español: «Informes de los municipios del Estado»)  es un sistema de información contable-estadístico de los 428 municipios de Noruega y utilizado a nivel nacional. Es una herramienta fundamental para el Gobierno central en Oslo para tomar decisiones de índole social, económica o política. 
El sistema es utilizado para reportar información sobre los servicios municipales y el uso de los recursos en varias áreas de servicio en cada municipio. Esta información se envía a la Oficina Central de Estadística de Noruega, quien publica los informes.
La recolección de datos incluye aspectos como finanzas, educación, salud, cultura, medio ambiente, servicios sociales, etc. Las cifras se centran en las prioridades, la cobertura y la productividad, pero dicen poco acerca de la calidad.